# Griff (Vorrichtung)

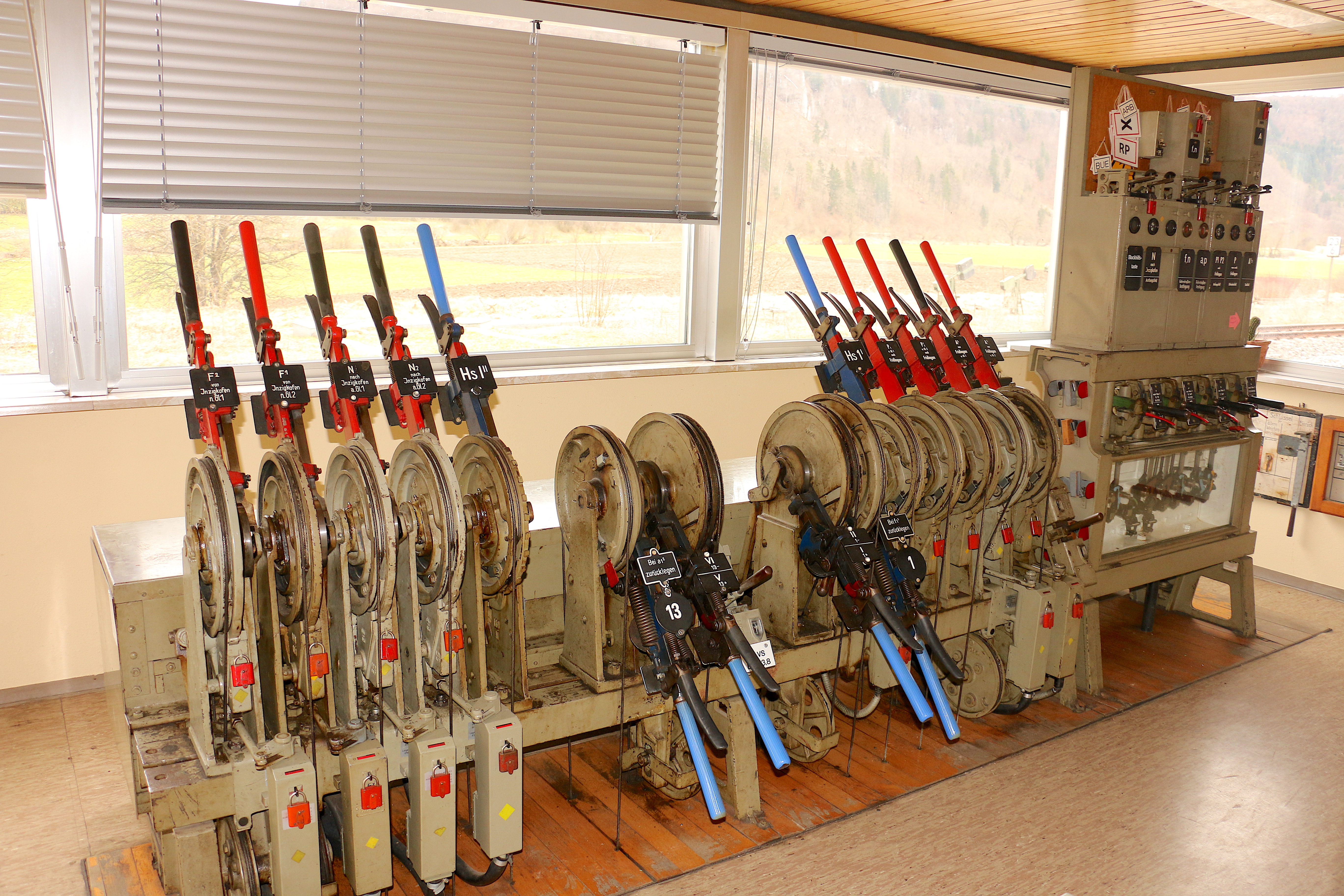
Rote, schwarze und blaue Griffe eines mechanischen Stellwerkes (Bahnhof Hausen im Tal)

Als Griff werden Vorrichtungen bezeichnet, deren Hauptzweck es ist, das Ergreifen, Halten oder die mechanische Bedienung eines Gegenstandes zu erleichtern oder zu ermöglichen.
Zum Zweck der mechanischen Bedienung fallen sie unter die Bedienelemente. Bei manchen Waffen und Werkzeugen wird der Griff als Heft bezeichnet.
Zur Bezeichnung spezieller Griffe wird meist der Verwendungszweck vorangestellt, wie zum Beispiel im Wort Fenstergriff.

## Bauformen

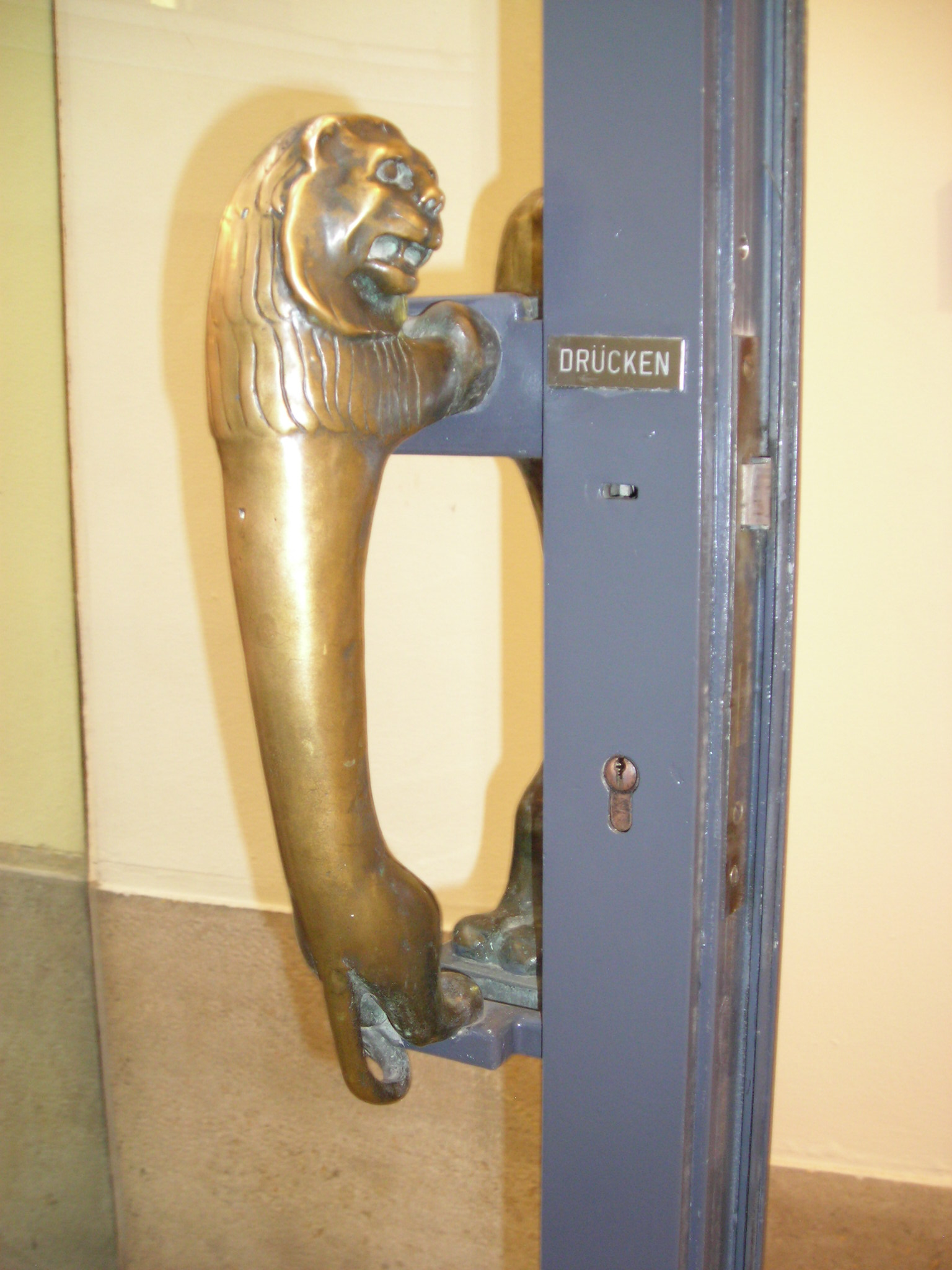
Türgriff in Tierform

Entsprechend der vielfältigen Anwendungsgebiete gibt es die unterschiedlichsten Bauformen.
Die drei universellen Anforderungen an das Design für Griffe sind:
- Ausreichende Stabilität, um das entsprechende Objekt zu bewegen, oder ein Mechanismus, der die Kraft in anderer Weise weiterleitet.
- Ausreichendes Ausmaß, um das Umgreifen durch die Hand (beziehungsweise die Hände) zu ermöglichen.
- Extension hinter dem Äquator, um eine ausreichende Stabilität beim Greifen zu gewährleisten.[1]

Die generellen Bauformen bei Griffen lassen sich in drei große Gruppen kategorisieren:

### Zuggriffe
Zuggriffe werden ein- oder beidhändig bedient. Mechanisch soll die Kraft durch den Bediener die Distanz zwischen Objekt und Schulter verkürzen. Horizontal angeordnete Zuggriffe finden sich beispielsweise an Schubladen und verriegelungsfreien Türen.

### Drehgriffe (Knäufe)
Sie werden einhändig umgriffen und die Kraftausübung erfolgt durch Drehung um die Längsachse durch den Unterarm. Drehgriffe können sowohl kugelförmig als auch hebelförmig gestaltet sein. Eine weitere, weniger verbreitete Version der Drehgriffe findet sich an mechanisch komplizierten Objekten, wie der Außentür von Flugzeugen, die eine Drehbewegung um die sagittale Achse zwischen Daumen und kleinem Finger erfordern.

### Griffe für weitläufige Bewegungen
Solche Griffe werden üblicherweise beidhändig betätigt und sind so konstruiert, dass damit kräftige und weitläufige Bewegungen ausgeführt werden können. Diese Art von Griffen findet sich beispielsweise bei Fahrradlenkern oder Äxten.

## Ergonomie und Aussehen
Die Ergonomie eines Griffs sollte entsprechend der aufzuwendenden Kraft sowie der Bewegung so konzipiert sein, dass man diesen gut bedienen kann. Dies heißt beispielsweise, wenn man eine größere Kraft aufwenden muss, sollte die ganze Hand ihn umschließen können. Er sollte auch ein angenehmes Griffgefühl erzeugen. Lose und wackelige Griffe erzeugen ein Unsicherheitsgefühl.
Das Aussehen der Griffe ist oft auch wichtig, da sie zu den sichtbaren und markanten Bauteilen eines Gegenstands gehören.
Bei Haltegriffen ist eine Antirutschbeschichtung vorteilhaft, die sich aber oft nachteilig auf die Reinigungsmöglichkeit auswirkt. Wegen der verbesserten Reinigungsmöglichkeit wird in öffentlichen Verkehrsmitteln rostfreien oder verzinkten Metall- oder glatten Kunststoffgriffen der Vorzug gegeben.
Im Möbelbau sind neben dem klassischen Bügelgriff auch knopfförmige Griffe (meist Knauf genannt), Hängegriffe und Griffkanten verbreitet.

## Normen
- Bügelgriffe zum Halten nach DIN 81421 Teil 1 und Teil 2
- DIN 1588 Tritt-Griff-Einheiten für Schienenfahrzeuge
- Bediengriffe von Maschinenteilen werden vom Normenausschuss NA 121-06-01 AA[3] (siehe dortiges Normverzeichnis) behandelt

## Galerie

### Tür- und Fenstergriffe

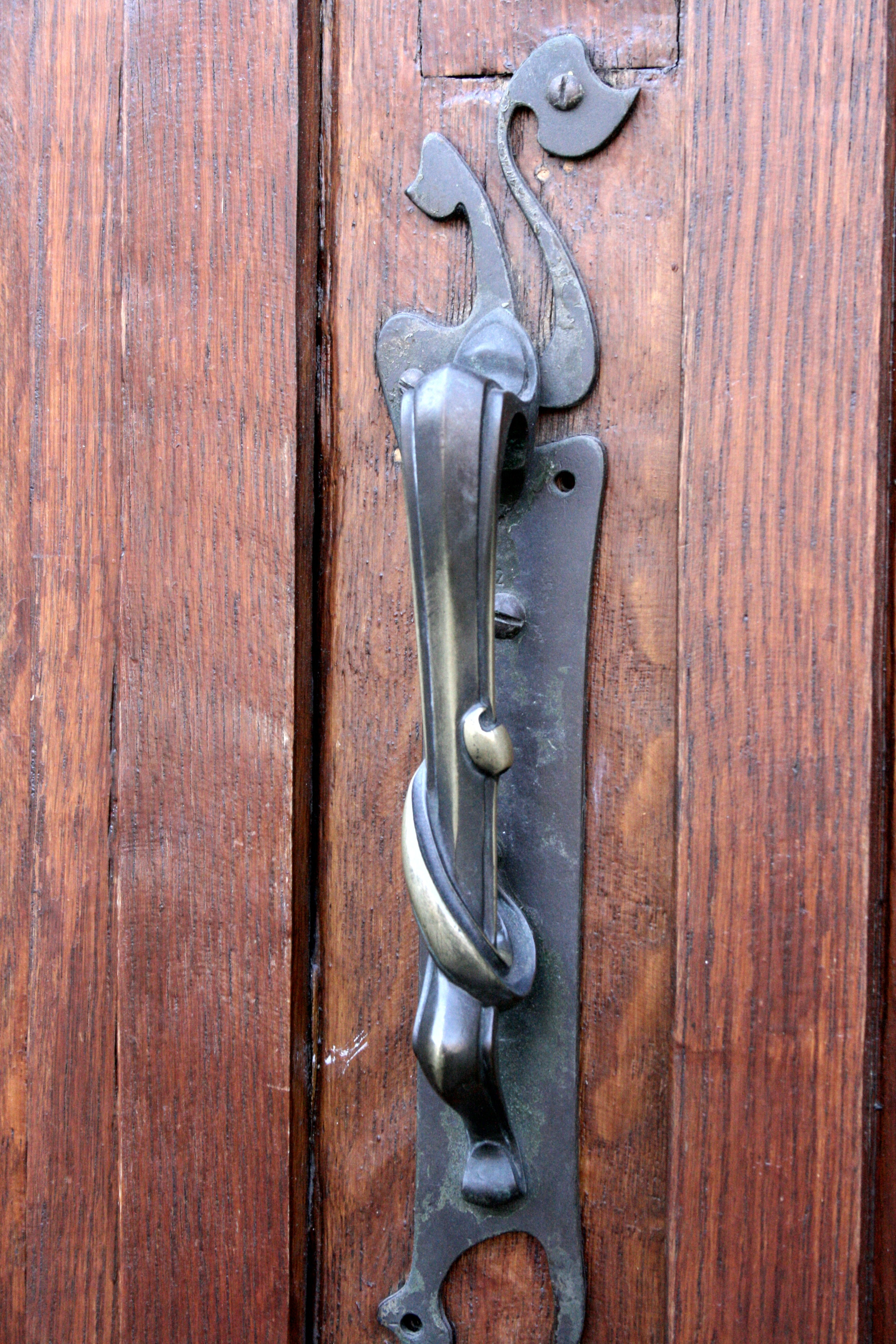
Ziehgriff, Bügelgriff
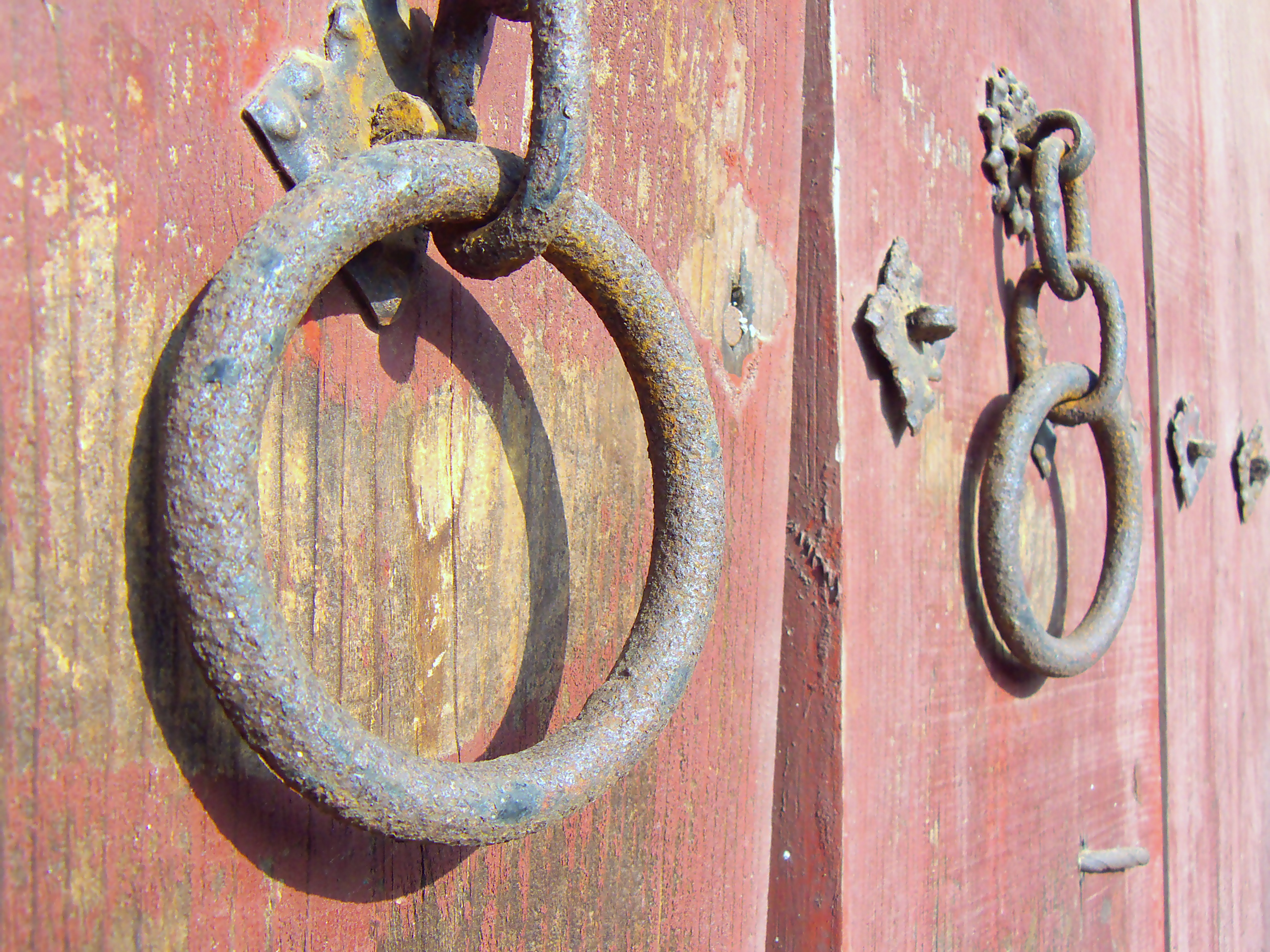
Ziehgriff, Ringgriff
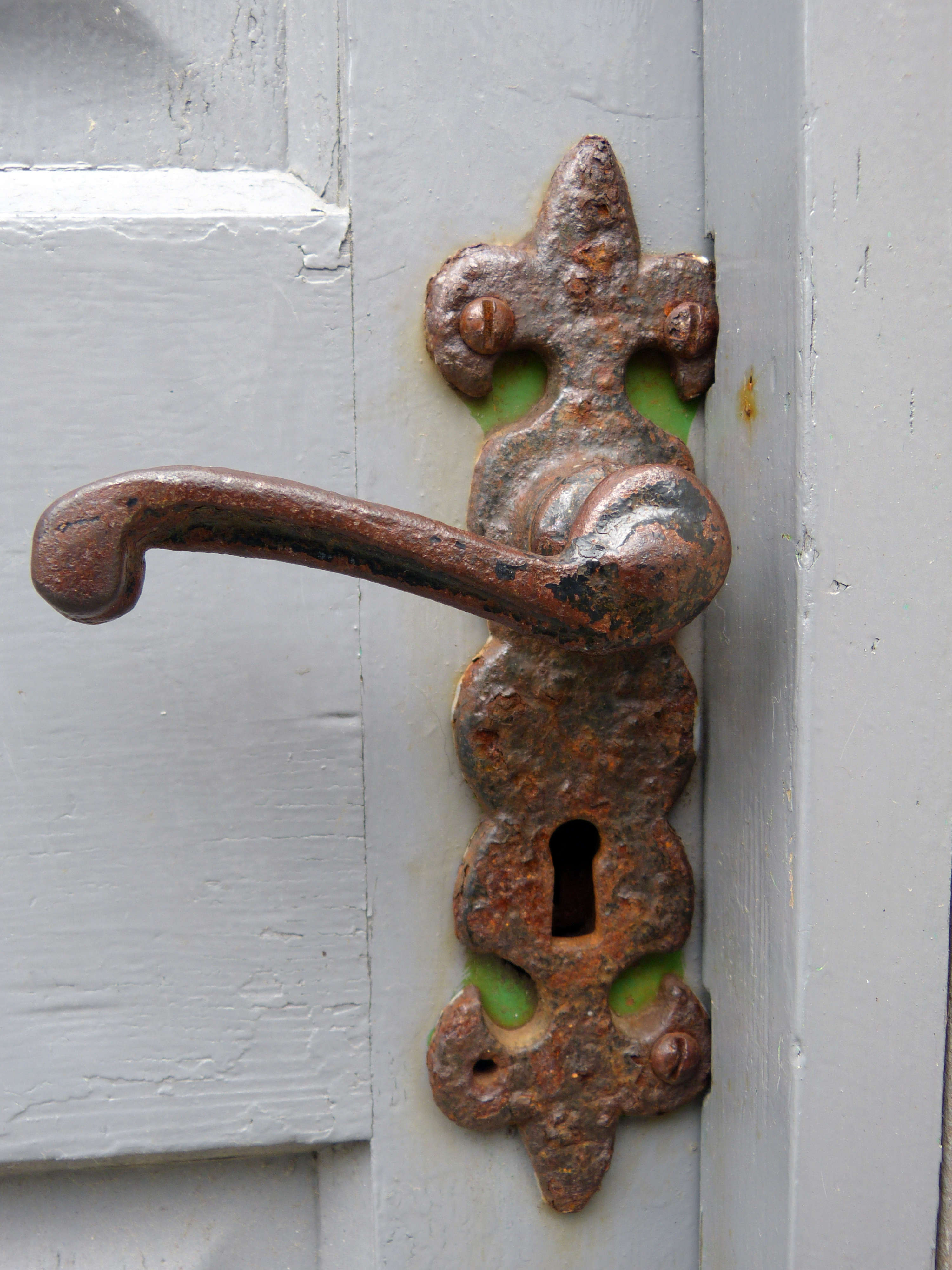
Hebelgriff.
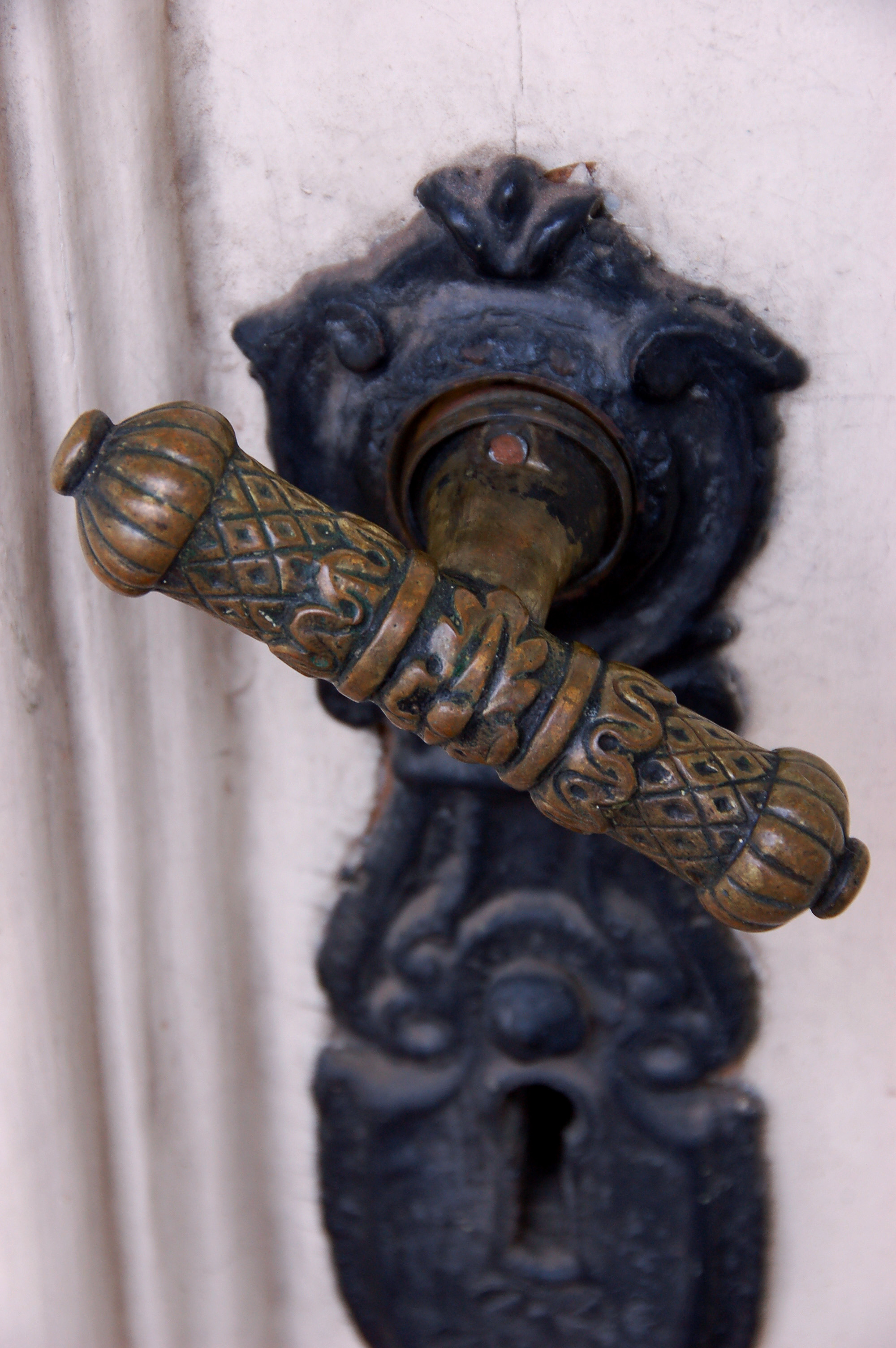
Drehgriff. Kreuz oder Krücke
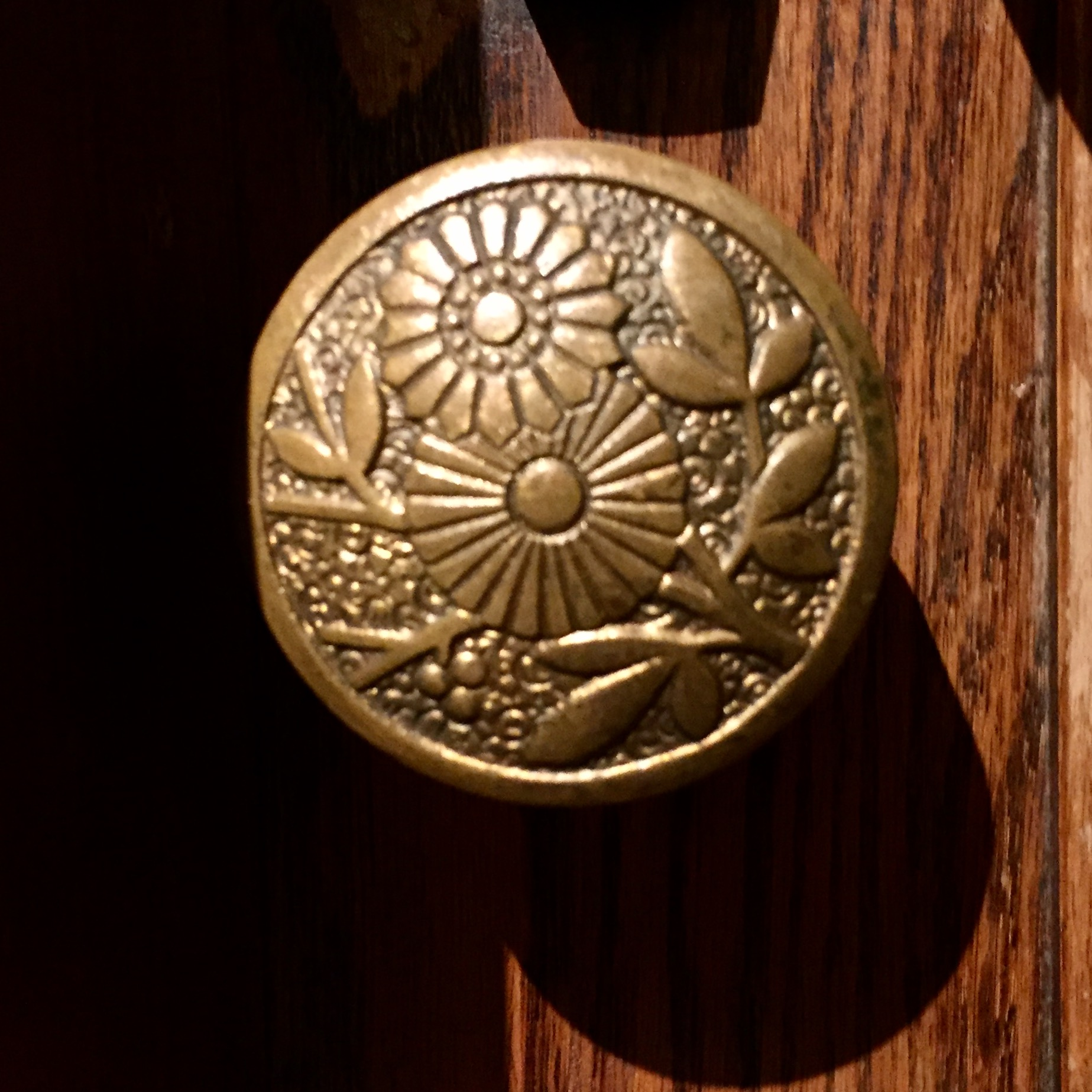
Drehgriff. Knopf.
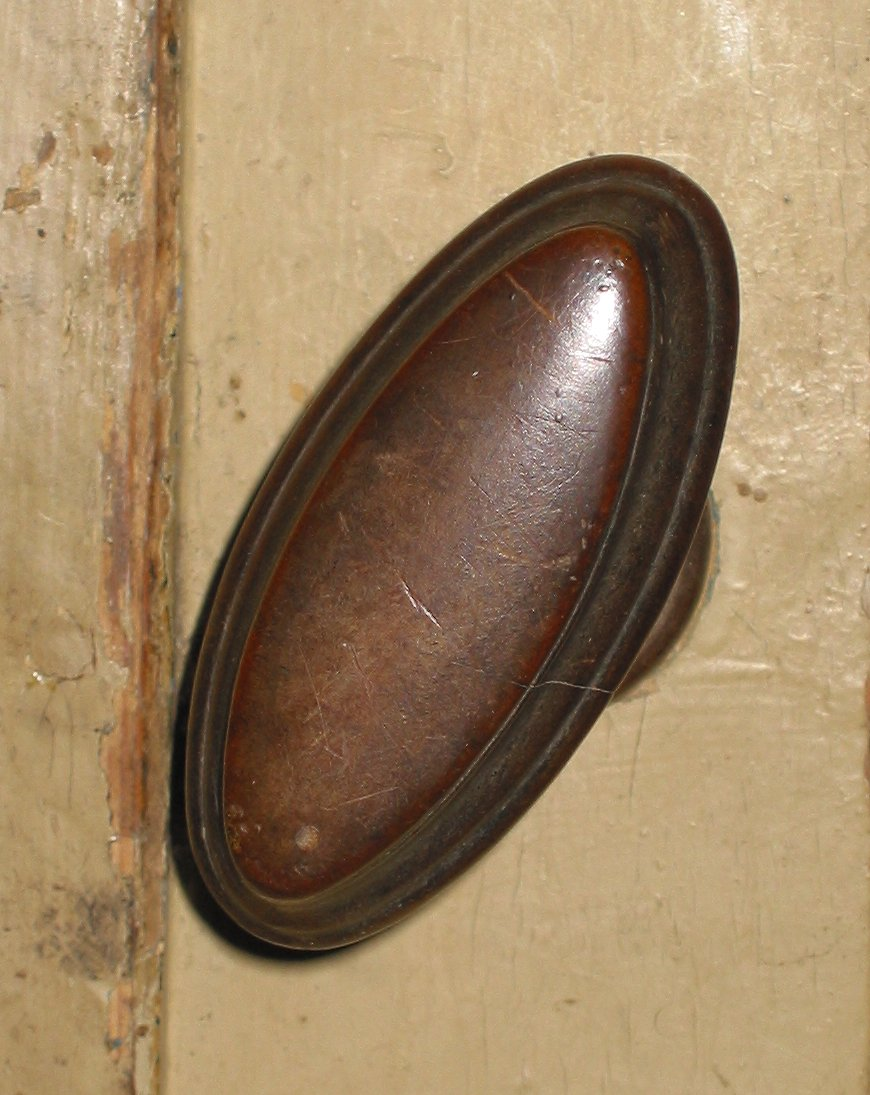
Drehgriff. Knopf, auch Olive
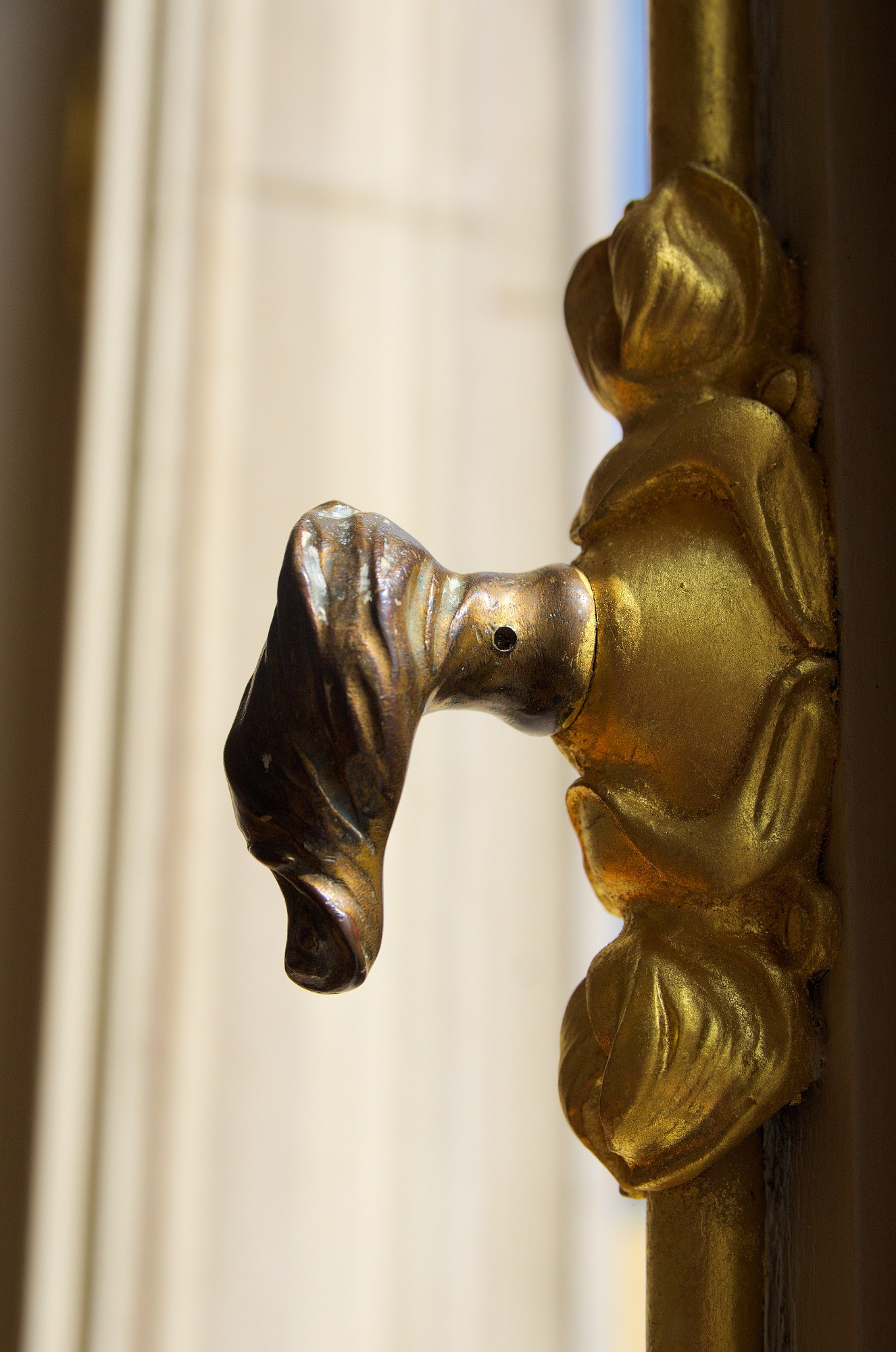
Fenstergriff.
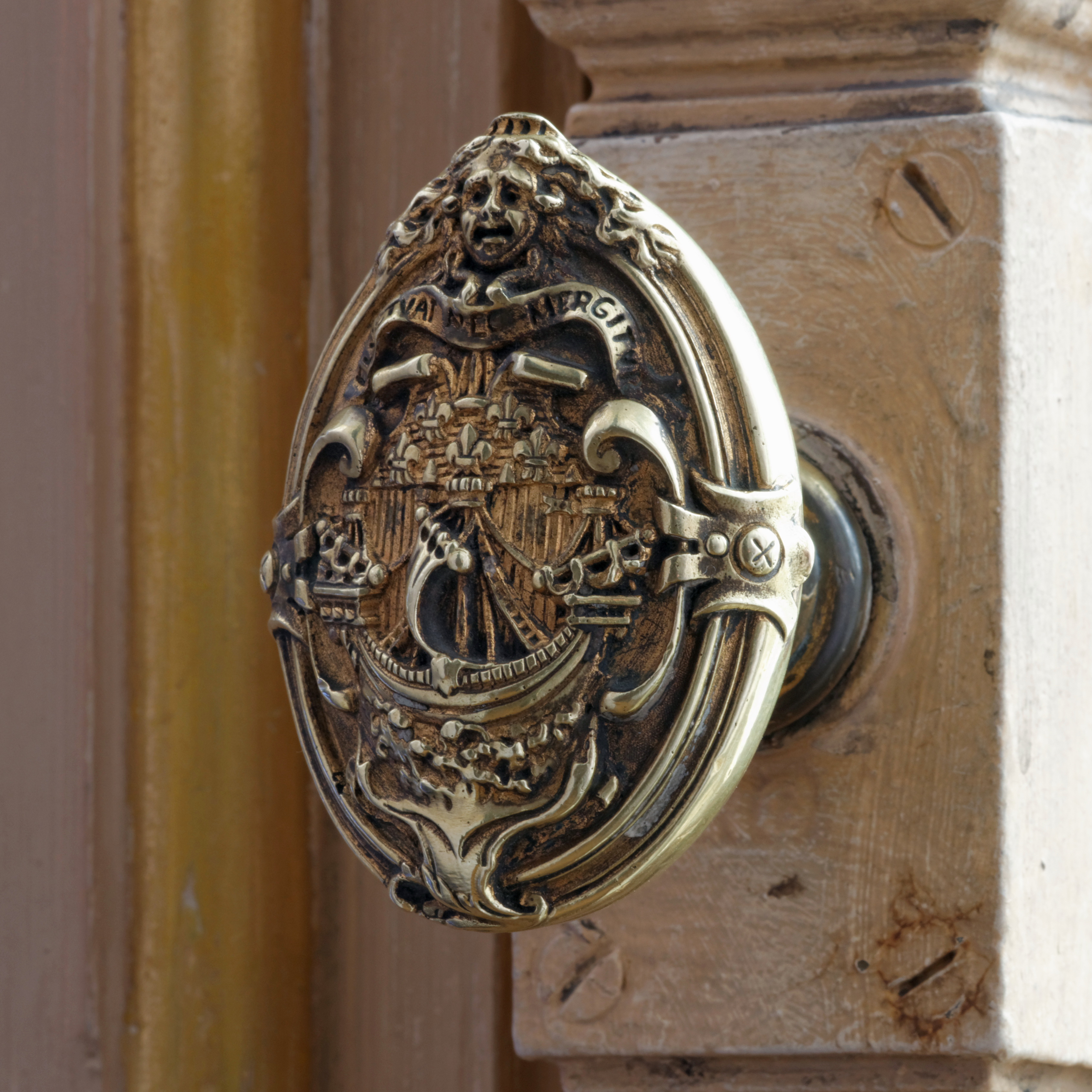
Fensterknopf
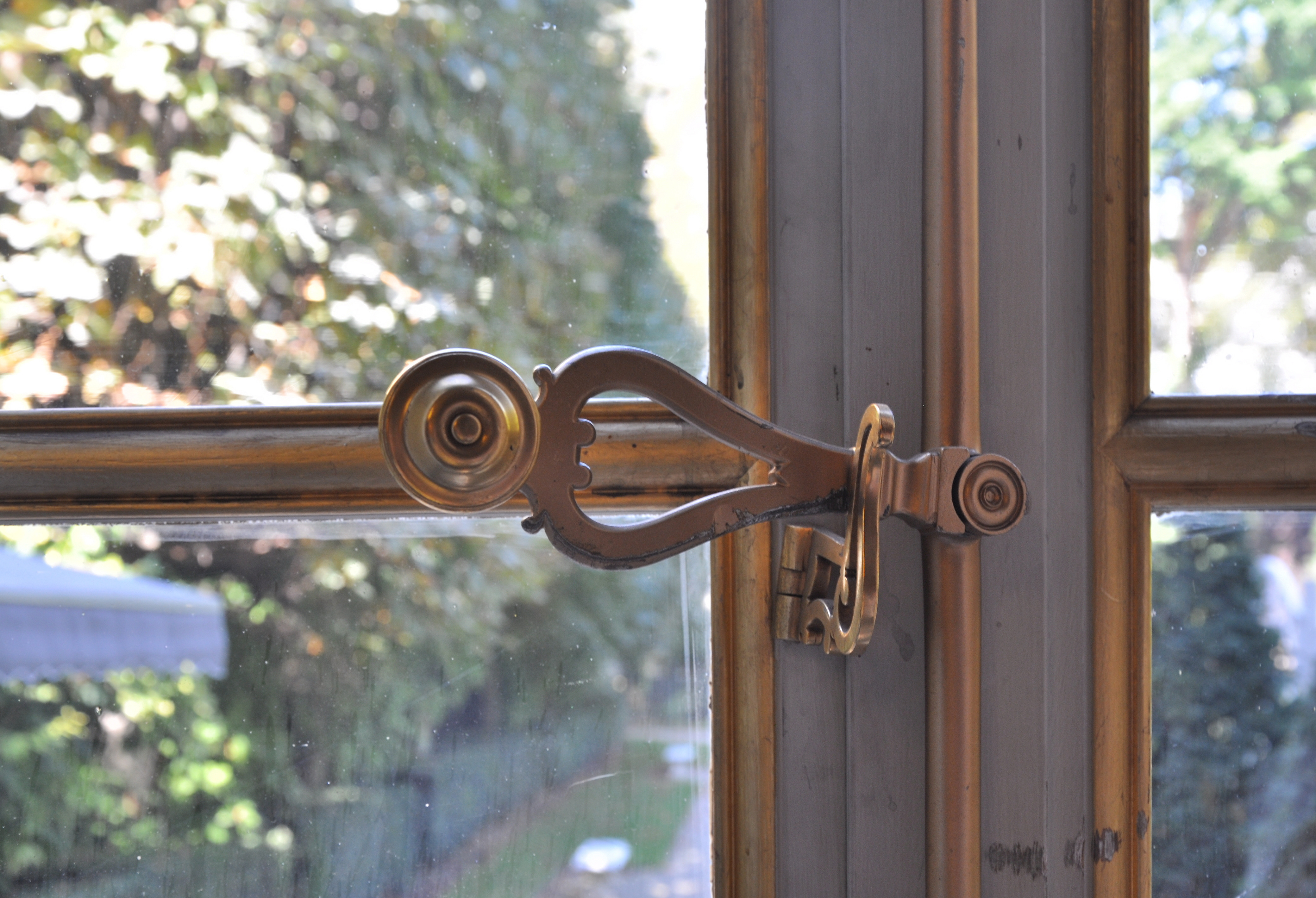
Fenstergriff. Ruder einer Espagnolettestange
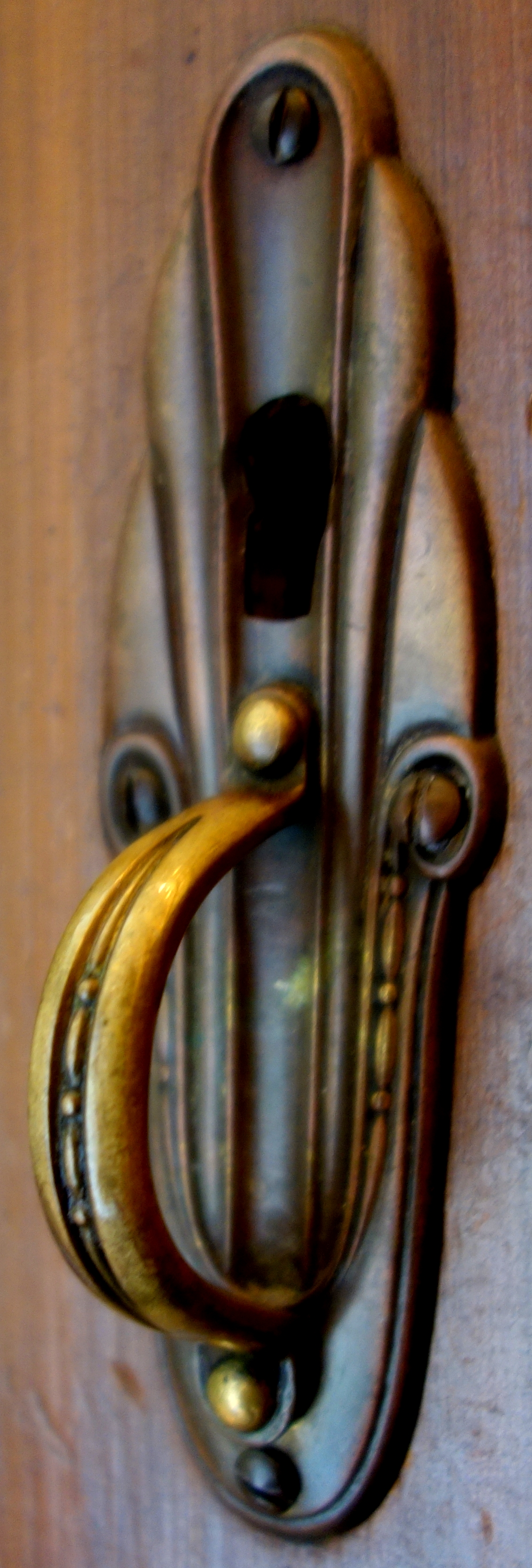
Bügelgriff an einer Schranktür (Jugendstil)

### Haltegriffe

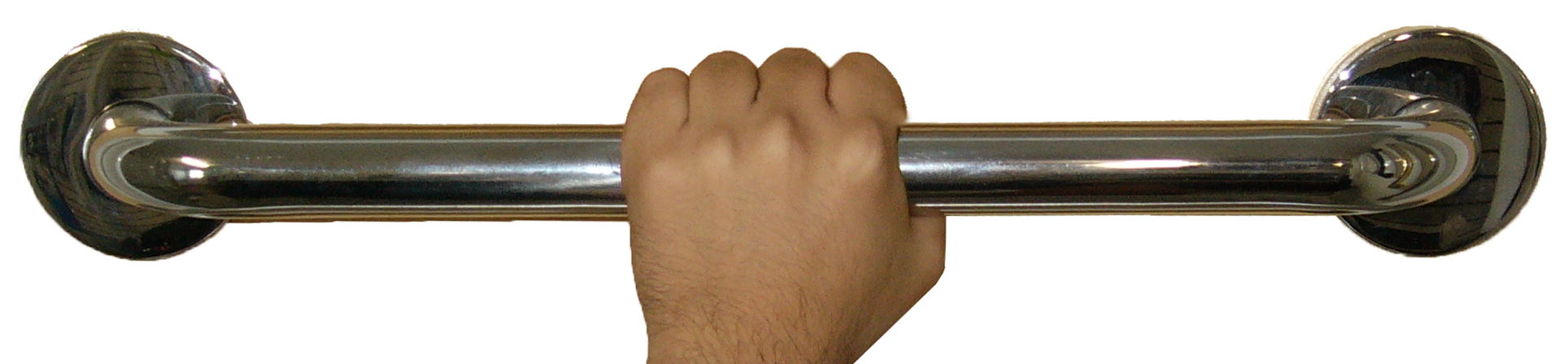
Bügelgriff
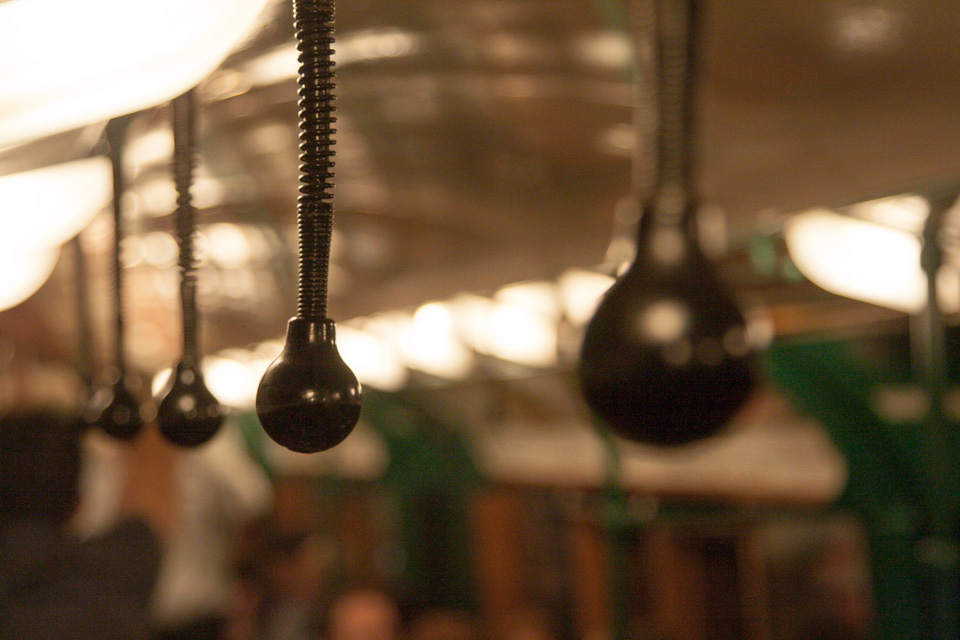
Halteknauf
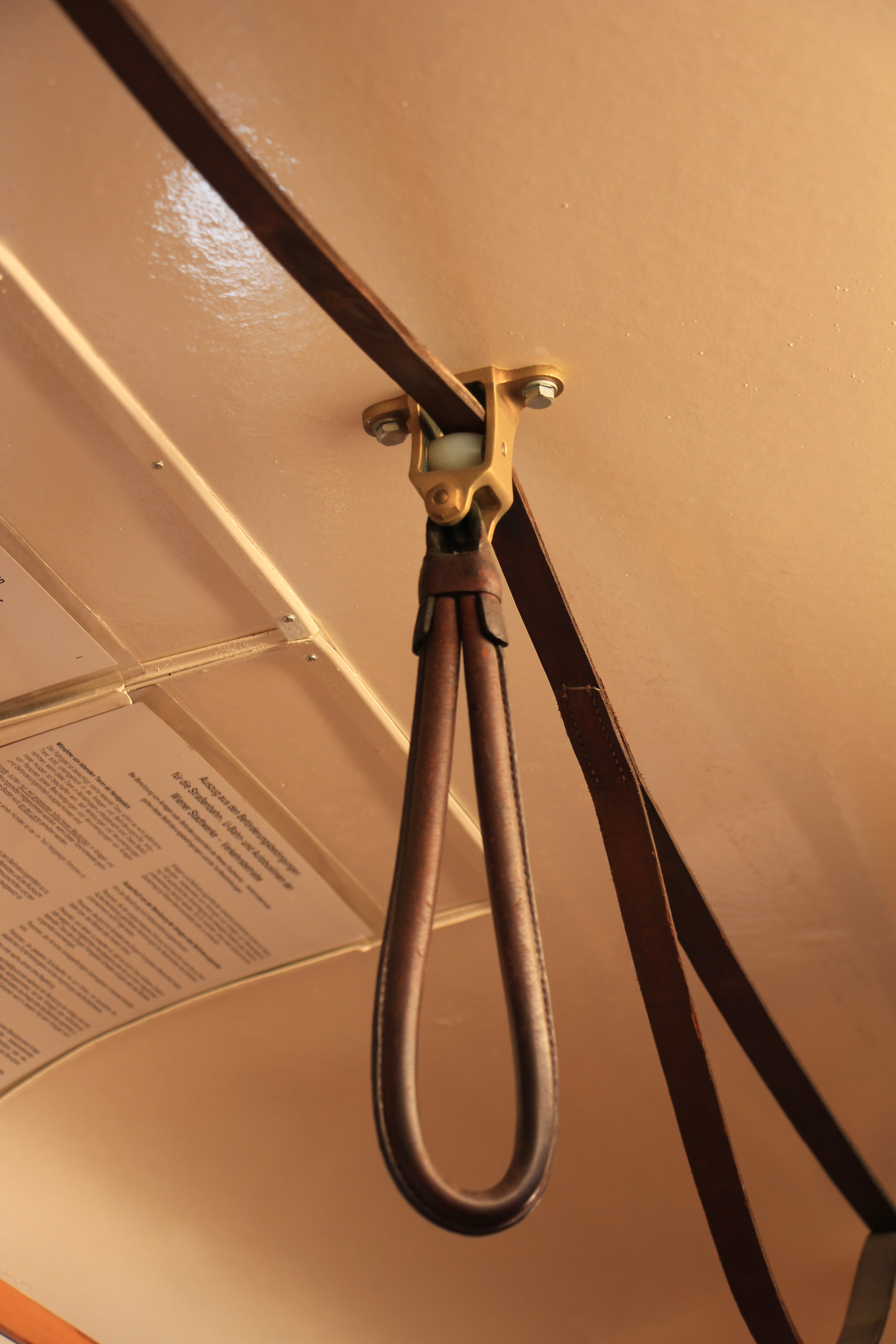
Halteschlaufe
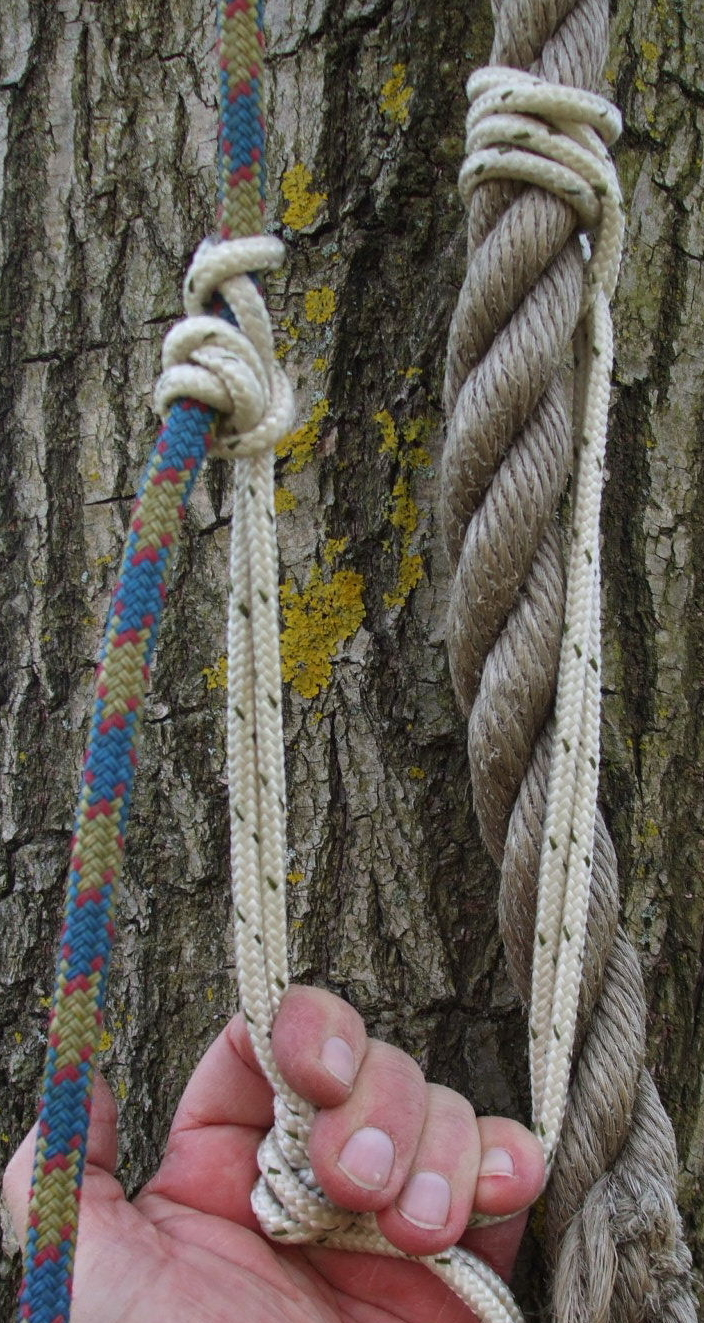
Haltegriff an einer Strickleiter
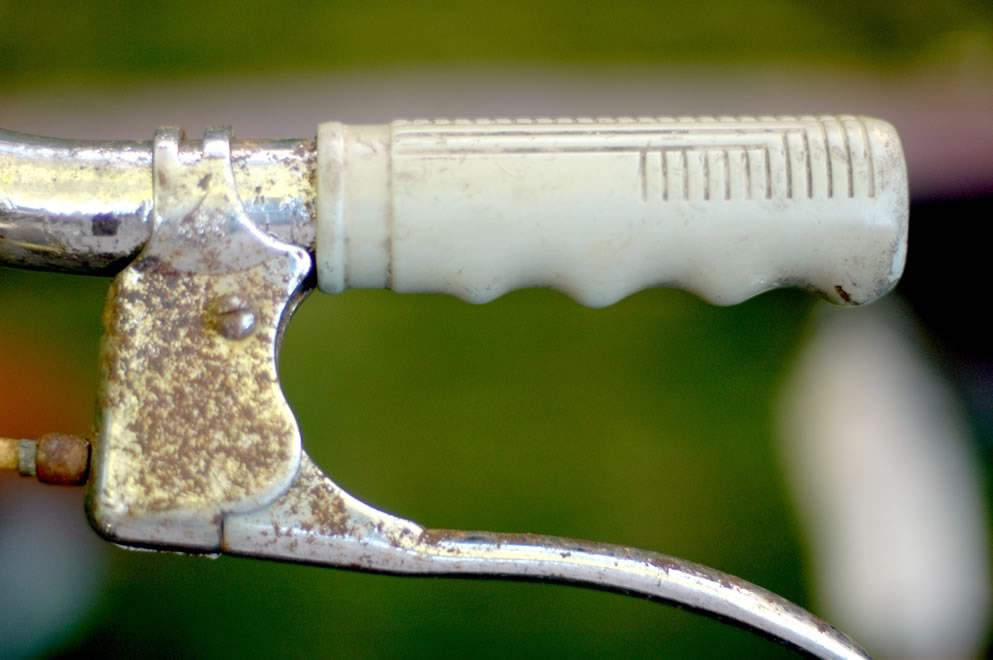
Fahrradlenker-Griff
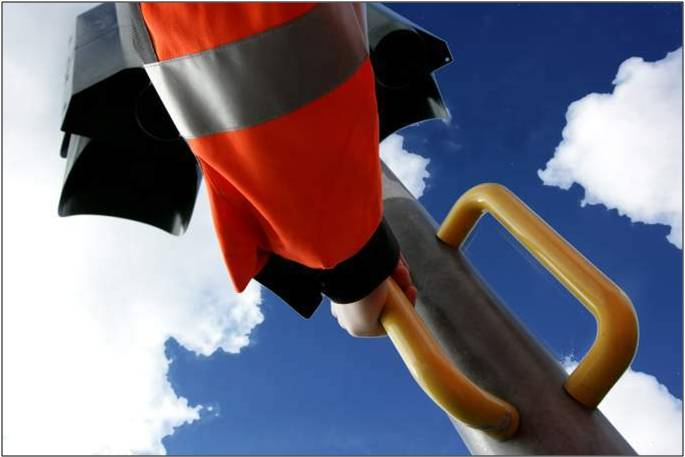
Marler Ampelgriff
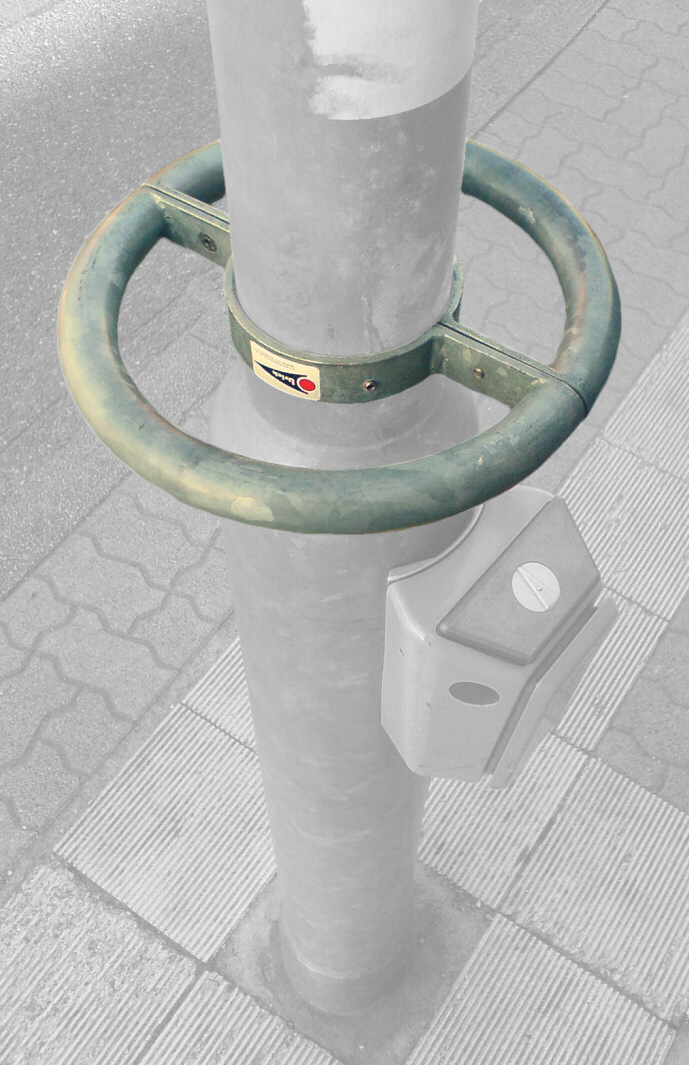
Umlaufender Ampelgriff

### Sonstige

Stielgriff eines Lorgnons